# Bayard (Virginia Occidentale)
Bayard è un comune degli Stati Uniti d'America, situato nello Stato della Virginia Occidentale, nella contea di Grant.